# Eton Choirbook

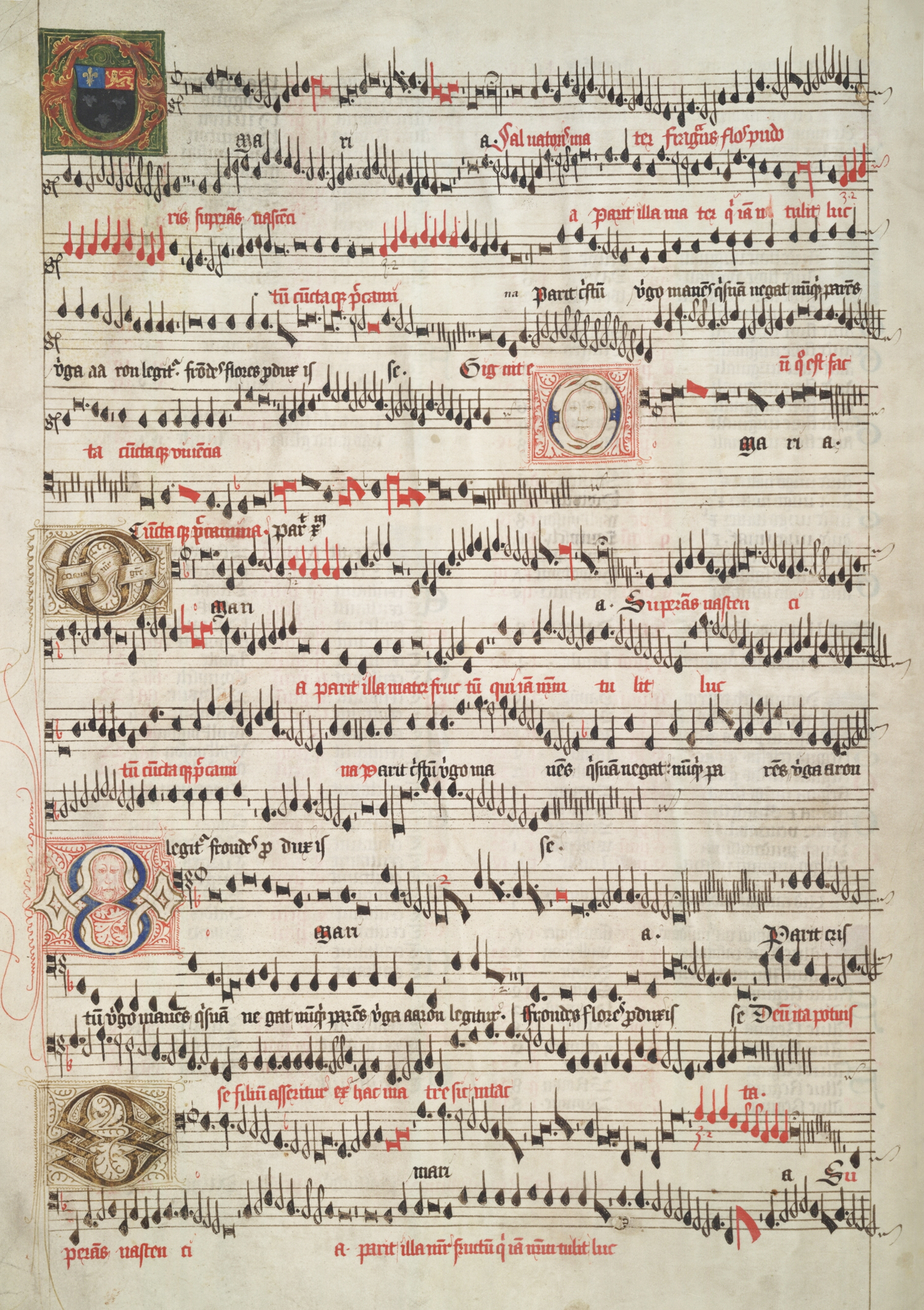
Folio del Eton Choirbook con el comienzo del motete O Maria Salvatoris de John Browne.

El Eton Choirbook (Windsor, Eton College Library, MS. 178), también conocido como Manuscrito de Eton es un manuscrito musical inglés de finales del siglo XV que contiene obras en latín de tema religioso.

## El manuscrito
Fue compilado aproximadamente entre 1490 y 1502, presumiblemente para su uso en el Eton College. Constituye una de las tres colecciones del siglo XV de música inglesa en latín, que sobrevivió a la destrucción de manuscritos llevada a cabo por Enrique VIII de Inglaterra durante la disolución de los monasterios en la década de 1530. Las otras dos colecciones son el Lambeth Choirbook y el Caius Choirbook.
El manuscrito está ricamente iluminado. Su tamaño es de 59.5 x 42.5 cm. Posiblemente, su encuadernación es de finales del siglo XVI. Originalmente constaba de 224 páginas, de las cuales sólo se conservan 126, incluyendo el índice.

## Las obras
Según consta en el índice, inicialmente contenía 93 obras. Sin embargo, debido a la pérdida de parte de su contenido, sólo nos han llegado 64, algunas de ellas incompletas. Podemos clasificarlas en:
- 54 motetes
- 9 Magníficats
- 1 Pasión

Los compositores representados en el manuscrito son: John Browne (10 obras), Richard Davy (9), Walter Lambe (8), Robert Wilkinson (7), William Cornysh (5), William Horwood (4), Robert Fayrfax (2), John Fawkyner (2), Nicholas Huchyn (2), Hugh Kellyk (2), Edmund Turges (2), Gilbert Banester, Brygeman (1), Robert Hacomplaynt (1), John Hampton (1), Holynborne (1), Richard Hygons (1) , Nesbet (1), Edmund Sturton (1), John Sutton (1), Sygar (1) y William Stratford (1). 
Otros compositores como Baldwyn, John Dunstable y Mychelson también aparecen en el índice, pero sus obras se han perdido.

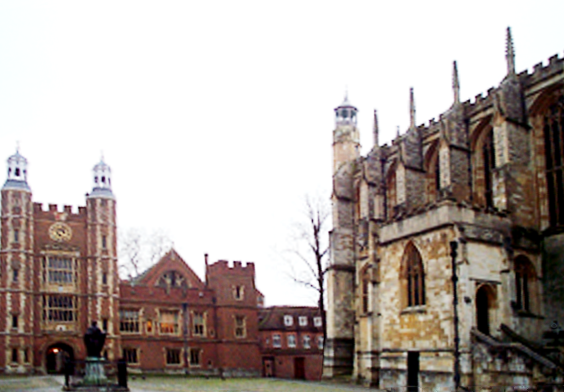
Eton College.

El estilo de las obras permite establecer tres fases en el desarrollo de la primitiva polifonía del Renacimiento en Inglaterra:
1. La primera fase está representada por las obras de Richard Hygons, William Horwood y Gilbert Banester. La mayor parte de esta música es polifónica pero no imitativa. Contrasta la alternancia de secciones a 5 voces con otras con un número menor.
2. La segunda fase incluye las obras de John Browne, Richard Davy y Walter Lambe. Usa imitación, técnicas de cantus firmus y frecuentes cruces de voces (esta sería una de las principales características de la polifonía al principio de la era Tudor).
3. La fase final se encuentra representada por música de William Cornysh y Robert Fayrfax. Son obras escritas alrededor de 1500. Los puntos de imitación son frecuentes y las técnicas de cantus firmus desaparecen. En general, esta música está más relacionada con la que se compone en la misma época en la Europa continental que las obras más tempranas de la colección.

## Discografía
- The Flower of All Virginity, Eton Choirbook Volume IV. The Sixteen. Harry Christophers (dir.). CORO. CD COR16018.
- John Browne. Music from the Eton Choirbook. The Tallis Scholars. Peter Philips (dir.). Gimell CDGIM 036. 2005.